# We Are the End of the World
«Somos el Fin del Mundo» —título original en inglés: «We Are the End of the World»— es el segundo episodio de la décima temporada de la serie de televisión posapocalíptica, horror The Walking Dead. En el guion estuvo cargo Nicole Mirante-Matthews y Greg Nicotero dirigió el episodio, que salió al aire en el canal AMC el 13 de octubre de 2019. Fox hizo lo propio en España e Hispanoamérica el día siguiente, respectivamente.

## Trama
En los Flashbacks a lo largo del episodio se muestra a Alpha y su hija Lydia después de los eventos de "Omega", en algún momento después del inicio del apocalipsis zombi, el cual trascurre siete años antes del tiempo presenteo. Los dos han aprendido a caminar entre los caminantes cubriéndose, manteniéndose lo más callados posible y gimiendo como lo hacen los caminantes. Lydia, aún asustada y cargando una muñeca de conejito de peluche, usa orejeras para amortiguar los sonidos, pero cuando los caminantes se detienen para devorar a una mujer herida, uno se topa con ella y la golpea, causando que entre en pánico. Su madre la arrastra a un sanatorio cercano en busca de refugio, donde se encuentran con un hombre encapuchado. Los amenaza, pero después de descubrir que él y la madre de Lydia comparten puntos de vista similares sobre los caminantes, les permite pasar la noche, y la madre de Lydia cree que puede ganárselo. Para mantener su anonimato, ella se refiere a sí misma como "A" y a él como "B". A habla con Lydia, quien ha afirmado que ha crecido y que ya no quiere el conejo de peluche. Los dos descubren una habitación con muchas fotos, sus caras rasgadas, junto a escritos enloquecidos, junto con un caminante en la habitación. A lo mata justo cuando B entra, colapsando por el cuerpo del caminante en remordimiento. A reconoce al caminante como alguien cercano al hombre encapuchado; el hombre encapuchado se niega a dejar a su compañero. A tiene la idea de quitarle la piel al compañero de B y dársela como una máscara para usar, creando los orígenes de Alpha, Beta y los Susurradores.
En el presente, Alpha le ordena a Beta que recolecte más caminantes de un estacionamiento cercano y que lleve a dos hermanas con él. En el garaje, Beta atrae a los caminantes con éxito, pero una de las hermanas, Frances, a quien Alpha había obligado a dejar a su bebé en el puesto avanzado de Hilltop en "Bounty", cree ella escucha a un bebé llorando cerca y entra en pánico, haciendo que los caminantes se vuelvan contra ellos. Beta rescata a Frances y regresan a su campamento sin los caminantes. Allí, Beta está lista para matar a Frances, pero Alpha lleva a Frances a hablar y Frances llora y se arrepiente. Beta se preocupa de que Alpha no haya castigado a Frances por mostrar debilidad y se pregunta por qué no han atacado a los otros grupos.
Durante otra ronda de caminantes, los Susurradores ven el rastro de fuego del satélite caído sobre su cabeza cuando se estrella cerca, causando que los caminantes se dispersen. En medio del caos, Frances ve a un caminante con un portabebés y recordando que Alpha fue quien le dijo que llevara a su hijo a Hilltop, salta a la espalda de Alpha y comienza a gritar, atrayendo a la horda hacia ellos. La hermana de Frances se apresura, arrastrando a Alpha a un lugar seguro después de alejar a Frances de ella y llevarla a la multitud de caminantes, quienes luego matan a Frances. Mientras los Susurradores encuentran refugio, Alpha queda impresionado con el sacrificio de la hermana de Frances y la llama Gamma. Por la mañana, Beta sigue a Alpha a su antiguo campamento y descubre que ha instalado un pequeño santuario para Lydia, incluida su vieja muñeca de conejito. Alpha admite que Lydia sigue viva y ha mostrado debilidad al no atacar a las comunidades. Beta le asegura que fue hecha para este mundo. Alpha destruye el santuario y junto con Beta, repite el código de Los Susurradores, "Somos el fin del mundo". Alpha afirma que pronto atacarán a las comunidades. Los Susurradores van a investigar el satélite caído, y Alpha, quitándose la máscara, mira a Carol desde un barranco.

## Producción

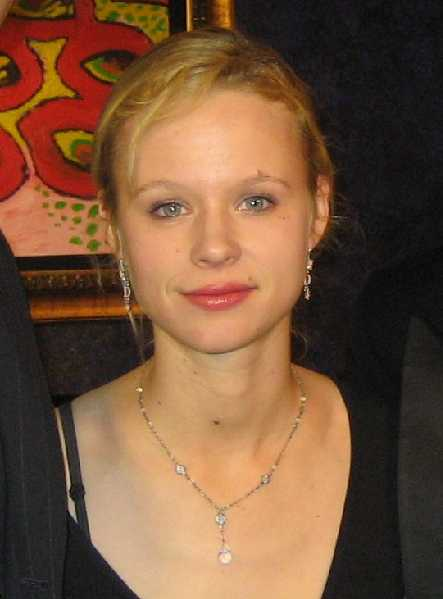
Este episodio marca el debut de Thora Birch como Gamma, una miembro de alto rango de los Susurradores.

Este episodio marca la primera aparición de Thora Birch como Gamma, un miembro de los Susurradores. Su lanzamiento se anunció por primera vez en julio de 2019.
Los actores 
Danai Gurira (Michonne), Christian Serratos (Rosita Espinosa), Josh McDermitt (Eugene Porter), Seth Gilliam (Gabriel Stokes), Ross Marquand Aaron, Khary Payton (Rey Ezekiel) y Jeffrey Dean Morgan (Negan) no aparecen en el episodio pero sus nombres aparecen en los créditos de apertura y Callan McAuliffe (Alden), Avi Nash (Siddiq), Eleanor Matsuura (Yumiko), Cooper Andrews (Jerry), Nadia Hilker (Magna), Cailey Fleming (Judith Grimes) tampoco aparecen pero igual son acreditados. Cassady McClincy (Lydia) no aparece durante el trascurso del episodio pero su personaje es interpretado en la sección de flashbacks por otra actriz Havanna Blum quien la encarna de pequeña. Norman Reedus (Daryl Dixon) y Lauren Ridloff (Connie) aparecen en la secuencia de flashbacks y Melissa McBride (Carol Peletier) aparece en la secuencia final del episodio pero no mantiene un diálogo.

## Recepción

### Recepción crítica
"We Are the End of the World" recibió elogios de la crítica. En Rotten Tomatoes, el episodio tiene un índice de aprobación del 94% con un puntaje promedio de 7.4 de 10, basado en 17 revisiones. El consenso crítico del sitio dice: "Aunque abundan los flashbacks, 'We Are the End of the World' revela una exploración oscura y cuidadosamente construida de los orígenes de Los Susurradores".

### Calificaciones
"We Are the End of the World" atrajo a 3,47 millones de espectadores y fue el segundo programa de televisión más visto de la noche.